# Krążowniki ciężkie typu Pensacola
Krążowniki ciężkie typu Pensacola – seria dwóch amerykańskich ciężkich krążowników, zbudowanych w latach 1926–1930 w amerykańskich stoczniach.

## Historia powstania
Podpisany w 1922 roku traktat waszyngtoński ograniczył tonaż i kaliber artylerii głównej nowo budowanych okrętów. Nowe krążowniki nie mogły mieć wyporności standardowej większej niż 10 000 ton, a maksymalny kaliber ich armat nie mógł być większy niż 203 mm. Stany Zjednoczone jako ostatnie z państw – sygnatariuszy tego traktatu przystąpiły do budowy nowej klasy krążowników ciężkich, o maksymalnych parametrach dopuszczalnych traktatem. Podjęto decyzję o budowie dwóch krążowników tego typu, oznaczonego od pierwszej jednostki jako typ Pensacola. 
Konstrukcję nowych okrętów Amerykanie oparli na doświadczeniach innych państw. I tak, Francja i Włochy budując swoje okręty typów Duquesne i Trento dążyli do uzyskania największej prędkości kosztem słabego opancerzenia. Japończycy w swoich krążownikach typu Myōkō dodali piątą wieżę artylerii głównej, zwiększając liczbę dział do 10, przy dobrym opancerzeniu i niezłej prędkości, lecz uzyskano to w wyniku przekroczenia limitu tonażu o przeszło 1000 ton, czego nie ujawniono. Natomiast brytyjskie okręty typu County miały niższą prędkość od ich odpowiedników, były także słabiej uzbrojone i opancerzone niż okręty japońskie. Miały jednak solidną budowę i bardzo dobre właściwości morskie. 
Przy projektowaniu okrętów typu Pensacola położono nacisk na siłę ognia. Opancerzenie, w walce na dystansie mniejszym niż 5 km, skuteczne było jedynie w walce z niszczycielami, a znacznie słabsze w walce z okrętami liniowymi. Krążowniki przewidziane były do działań na Pacyfiku, gdzie miały służyć do dalekiego zwiadu.

Koncepcja ogólna okrętów była zbliżona do okrętów japońskich. Uzbrojono je również w 10 armat kalibru 203 mm (okręty japońskie kal. 200 mm), choć inaczej rozmieszczone. Z uwagi na ostry kształt kadłuba, przy dużej średnicy barbet i objętości komór amunicyjnych, wieże trzylufowe musiały być odsunięte od dziobu i rufy oraz ustawione na nadbudówkach, co jednak pogorszyło stateczność okrętu, poprzez wysokie usytuowanie ciężkich mas.

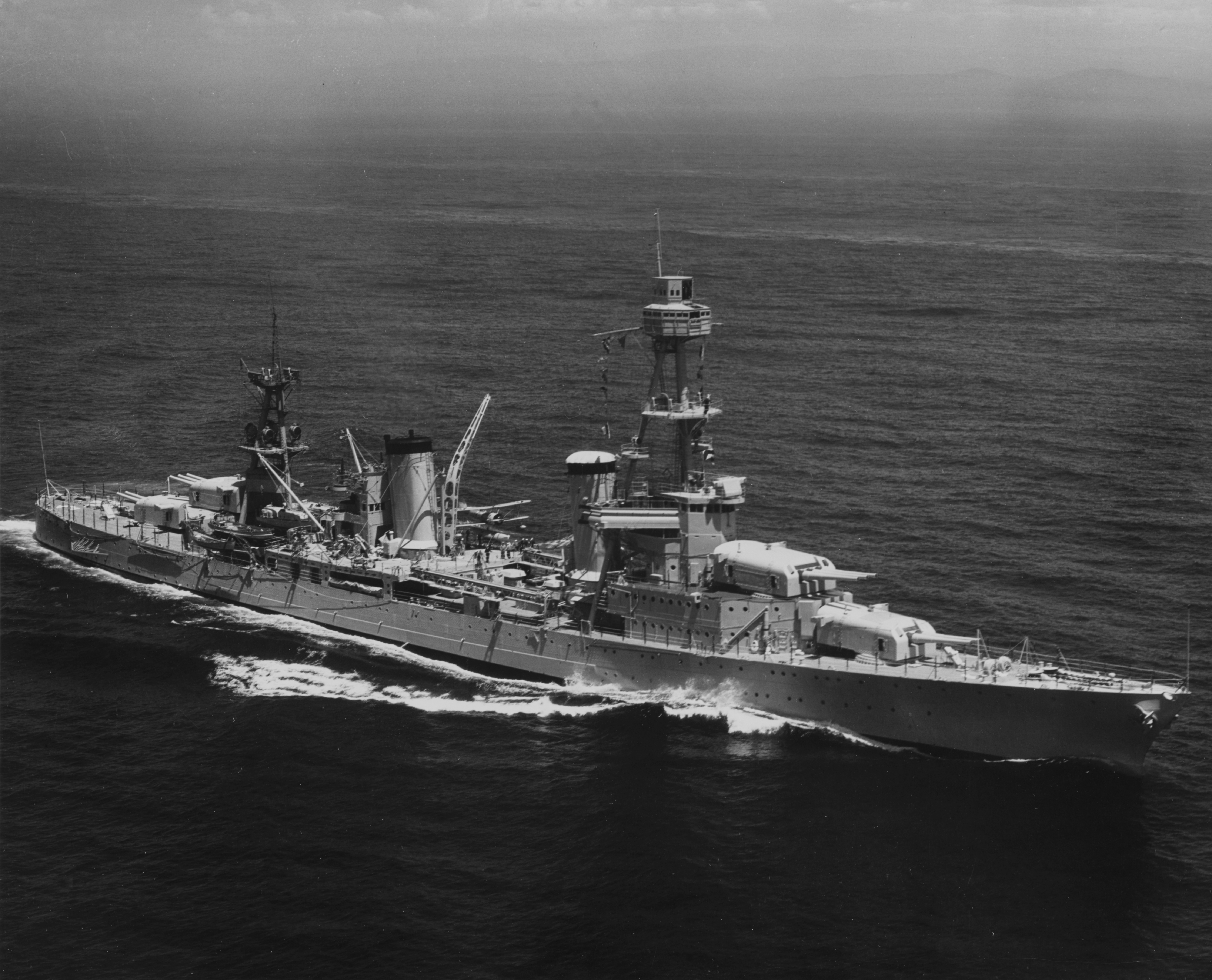
USS „Pensacola” we wrześniu 1935 roku

 Dopiero zastosowanie szerszych stępek przeciwprzechyłowych poprawiło tę sytuację. Przy budowaniu gładkopokładowego kadłuba o płynnej linii wzniosu pokładu oraz w konstrukcji nadbudówek zastosowano szereg elementów wykonanych z aluminium w celu zmniejszenia ciężaru. Dzięki temu okręty były wyjątkowo lekkie jak na swoją wielkość i miały masę niższą o 900 ton od limitu, a w stosunku do japońskich krążowników typu Myoko aż o 1840 ton. 
Kotłownie i maszynownie okrętów rozmieszczono naprzemiennie, podobnie jak w lekkich krążownikach Omaha, co miało zapewnić żywotność okrętów w przypadku trafienia w jedną z kotłowni lub maszynowni. Krążowniki zabierały na pokład 4 wodnosamoloty, nie miały one jednak hangarów i samoloty stały na 2 katapultach lub bezpośrednio pod nimi, co narażało je na czynniki atmosferyczne.

W połowie lat trzydziestych zdemontowano wyrzutnie torped, których było 6 kalibru 533 mm na górnym pokładzie, gdyż nie przewidywano, aby krążowniki walczyły z okrętami przeciwnika w odległości, w której można byłoby zastosować torpedy. 

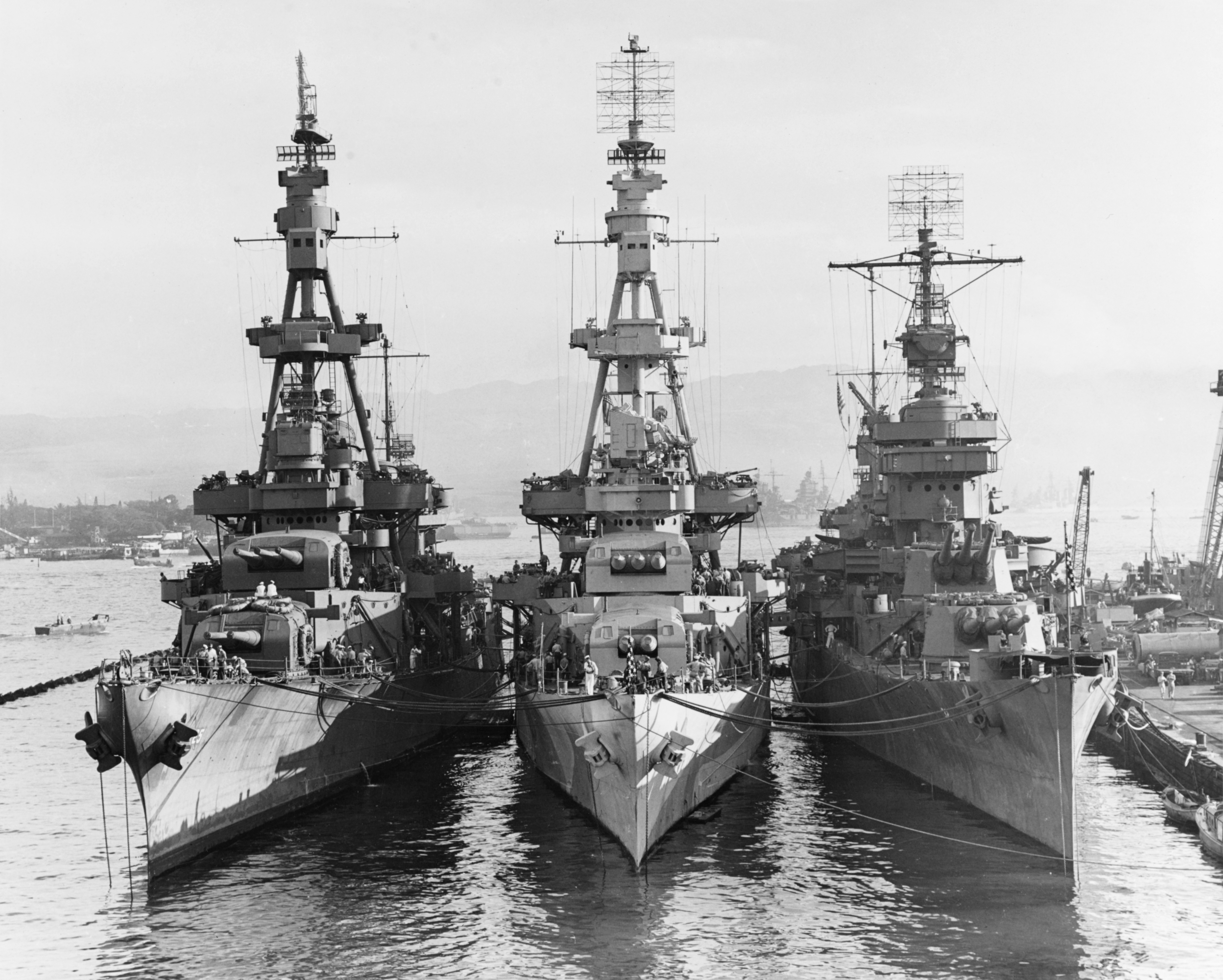
Ciężkie krążowniki: USS "Salt Lake City" (CA-25), USS "Pensacola" (CA-24) i USS New Orleans (CA-32) (od lewej) w Pearl Harbor, 31 października 1943

Po wybuchu II wojny światowej na platformach nadbudówki rufowej zamontowano dodatkowo 4 działa przeciwlotnicze kal. 127 mm, a pod koniec 1941 roku jeszcze 16 działek przeciwlotniczych kal. 28 mm (cztery zestawy sprzężone po 4 działka). Później jeszcze kilkakrotnie zmieniano uzbrojenie okrętów poprzez zwiększenie ilości lekkiego uzbrojenia przeciwlotniczego. Wprowadzono działka Boforsa kal. 40 mm (w zestawach po 6 działek) i działka Oerlikon kal. 20 mm. Zamontowano również radary ostrzegawcze i kierowania ogniem. Ponadto w USS "Pensacola" usunięto tylny maszt oraz ścięto do połowy maszt dziobowy. W USS "Salt Lake City" przebudowy tej nie wykonano z uwagi na zakończenie wojny.
Do 1 lipca 1931 okręty były klasyfikowane jako krążowniki lekkie.

## Dane taktyczno – techniczne
- Wyporność:
  - standardowa: 9100 ton
  - pełna: 11500 – 12050 ton
- Wymiary:
  - długość: 178,5 m
  - szerokość: 19,9 m
  - zanurzenie:
    - standardowe: 5,0 m
    - maksymalne: 6,7 m
- Napęd:
  - 4 zespoły turbin parowych systemu Parsonsa(inne języki), 8 kotłów parowych White-Forster
  - Moc maszyn: 107 000 KM
- Prędkość: 32,7 węzła
- Zasięg:
- Załoga: 631 (w czasie wojny 1200) osób

- Uzbrojenie:
  - 10 dział kal. 203 mm długość lufy L/55 kalibrów (w dwóch wieżach trzydziałowych i dwóch dwudziałowych)
  - 8 dział przeciwlotniczych 127 mm L/25 (pojedynczych)
  - 24 armaty przeciwlotnicze 40 mm Bofors (6 zestawów czterolufowych) - dodane podczas wojny
  - 17 – 22 działek przeciwlotniczych kal. 20 mm Oerlikon (dodane podczas wojny)
  - 8 karabinów maszynowych 12,7 mm - przeciwlotniczych
  - 4 wodnosamoloty (później zdjęte) - 2 katapulty
  - 6 wyrzutni torped kal. 533 mm (później zdjęte)
- Opancerzenie:
  - pas burtowy: 64 – 102 mm
  - pokład: 25 mm
  - wieże artylerii głównej: 19 – 64 mm